# Mdm2
Az Mdm2 az angol megnevezésből, a "Mouse double minute 2"-ből ered. Az Mdm2 egy enzim, mely ubiquitinként ligázként funkcionál, és egy sor ubiquitin molekulával bővíti ki a p53-as fehérjét.
Az Mdm2-es enzimnek köszönhetően a p53-as fehérje inaktív, csak csekély mértékben van jelen a sejtekben, mert folyamatosan degradálódik proteaszómában. A DNS állomány meghibásodása esetén ez megváltozhat. Ebben az esetben az Mdm2-es enzim megszűnik kötődni a p53-as fehérjéhez (mivel a p53-at a hibás DNS által aktivált ATM és ATR DNS-függő kinázok foszforilálják), és emiatt az aktív p53 fehérje szintje elkezd növekedni a sejtekben. A p53 egy transzkripciós faktor, ami a p21 gén átírásával leállítja a sejtosztódást (a p21 fehérje egy ciklin-CDK inhibitor). Ezután, ha a sejt nem képes a DNS hibáit kijavítani (DNS repair), apoptózis (programozott sejthalál) következik be.

## Fordítás
Ez a szócikk részben vagy egészben  a   Mdm2 című cseh Wikipédia-szócikk ezen változatának fordításán alapul.  Az eredeti cikk szerkesztőit annak laptörténete sorolja fel. Ez a jelzés csupán a megfogalmazás eredetét és a szerzői jogokat jelzi, nem szolgál a cikkben szereplő információk forrásmegjelöléseként.